# Lucio Cassio Longino Ravilla

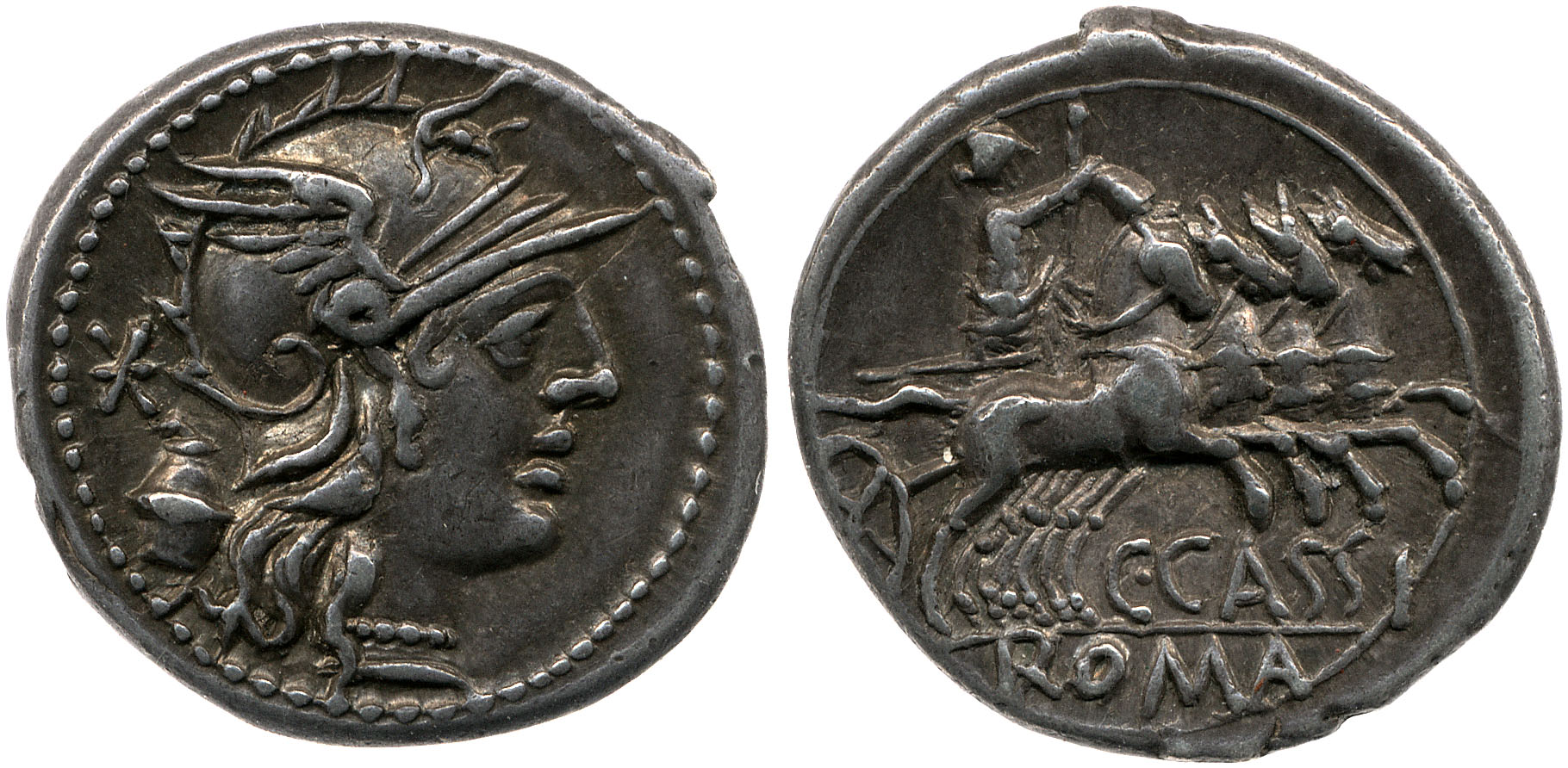
Moneta fatta coniare da Caio Cassio attorno al 126 a.C. per commemorare la Lex Cassia tabellaria.

Lucio Cassio Longino Ravilla (latino: Lucius Cassius Longinus Ravilla; fl. II secolo a.C.) è stato un politico romano, console nel 127 a.C.

## Biografia
Di famiglia plebea e figlio di Quinto Cassio Longino, console nel 164 a.C., ebbe il soprannome di Ravilla a causa degli occhi grigi (ravi oculi). Divenne tribuno della plebe nel 137 a.C. e fece approvare la Lex Cassia Tabellaria, che riformava il sistema elettorale romano introducendo il voto segreto. Nel 127 a.C. fu nominato console assieme a Lucio Cornelio Cinna e nel 125 a.C. divenne censore con Gneo Servilio Cepione, anno in cui fece iniziare i lavori per l'acquedotto dell'Aqua Tepula. Esercitò la carica con severità, tanto che fece processare l'ex console Marco Emilio Lepido Porcina perché viveva a Roma in una abitazione dall'affitto esorbitante (oltre al fatto che si era opposto alla legge tabellaria). In quel periodo coniò l'espressione cui bono?, con cui si chiedeva quale fosse il vero beneficiario di un'azione imputata ad una certa persona.
Nel 113 a.C. si occupò del processo in cui tre vergini vestali erano state accusate di non aver rispettato i voti di castità. Due vennero condannate a morte, nonostante il pontefice massimo Lucio Cecilio Metello Dalmatico le avesse fatte assolvere lo stesso qualche mese prima, assieme all'uomo responsabile del delitto.